# 두주의 캉통
프랑스 두주에는 총 19개의 캉통이 속해 있다. 2015년 3월 행정구역 총개편으로 인해 현재는 다음과 같이 설치되어 있다.
- 오댕쿠르
- 봄레담
- 바방
- 브장송 1
- 브장송 2
- 브장송 3
- 브장송 4
- 브장송 5
- 브장송 6
- 베통쿠르
- 프란
- 메슈
- 몽벨리아르
- 모르토
- 오르낭
- 퐁타를리에
- 생비트
- 발다옹
- 발랑티녜